# Tom Whisky ou l'Illusioniste toqué
Tom Whisky ou l'Illusioniste toqué je francouzský němý film z roku 1900. Režisérem je Georges Méliès (1861–1938). Z filmu se dochovalo jen několik sekund.
Jedná se o jeden z mnoha filmů, ve kterém Méliès ztvárnil kouzelníka. Jména dalších herců nejsou známa.

## Děj
Tancující muž se pokusí sednout si na stoličku. Když si už skoro sedá, objeví se na stoličce žena. To samé se stane ještě dvakrát. Muž dá všechny tři ženy k sobě, čímž se na jejich místě objeví jedna tlustá žena. Tu kouzelník promění v malého chlapce, kterého vzápětí promění zpět na tlustou ženu, ze které vytvoří zase tři ženy. Všem třem nakonec donese stoličky, na které se posadí.